# Gracie Carvalho
Gracie Carvalho (São José dos Campos, 23 de julio de 1990) es una modelo brasileña.

## Carrera
Gracie Carvalho comenzó a modelar en 2007, a los 18 años, en São Paulo después de apuntarse a un concurso local. Hizo su debut en la Semana de la Moda 2008. Fue la modelo más demandada durante La Semana de la Moda de Rio, desfilando en 35 de los 39 eventos. Después de su éxito en la Semana de la Moda y su portada para L'Officiel y las editoriales de Vogue y Elle, firmó con Marilyn Agency. Desde entonces ha desfilado para Burberry, Karl Lagerfeld, Ralph Lauren, Vera Wang, y Vivienne Westwood.
Caminó en las pasarelas del New York y Paris por primera vez en otoño de 2009, para loa diseñadores Carolina Herrera, Max Azria, Giambattista Valli y Stella McCartney, y fue la única modelo de color en desfilar para Miu Miu. Fue el rostro se DKNY en 2009 y 2010, y de Tommy Hilfiger en 2010.
Es reconocida por su trabajo como modelo de lencería, trajes de baño y catálogo, posando para H&M, Next y Calzedonia. Desfiló en el Victoria's Secret Fashion Show en 2010 y 2015. Figuró en el calendario Pirelli de 2010.